# Districtul Tarabulus
Tarabulus (Tripoli) este un district în Libia. Are 1.882.926 locuitori pe o suprafață de 400 km².